# KNVB Beker 1984/85
De 67ste editie van de KNVB Beker kende FC Utrecht als winnaar. Het was de eerste keer dat de club de beker in ontvangst nam. Utrecht versloeg Helmond Sport in de finale. Bij deze editie van het toernooi werd gespeeld volgens het replay-systeem: bij een gelijke eindstand werd er een extra wedstrijd gespeeld en daarna pas een eventuele verlenging.

## Eerste ronde
| Datum            | Wedstrijd                         | Uitslag       | Scoreverloop |
| ---------------- | --------------------------------- | ------------- | --- |
| 20 oktober 1984  | FC Den Haag – SVV                 | 2 – 1 (2 – 1) | 21' Bram Rontberg 1-0, 24' Peter van Velzen 1-1, 45' Alfons Groenendijk 2-1 |
| 20 oktober 1984  | DETO – Venlo                      | 7 – 0 (4 – 0) | 8' Jed Kerr 1-0, 16' Jed Kerr 2-0, 35' Hans Polko 3-0, 41' Hans Polko 4-0, 64' Jed Kerr 5-0, 80' Harry Heine 6-0, 84' Ruud Schepers 7-0                                                    |
| 20 oktober 1984  | Eindhoven – Fortuna Sittard       | 0 – 5 (0 – 2) | 21' Arthur Hoyer 0-1, 43' Roger Houtackers 0-2, 52' Wout Holverda 0-3, 60' Wout Holverda 0-4, 63' Wout Holverda 0-5                                                                        |
| 20 oktober 1984  | Go Ahead Eagles – RKC             | 2 – 0 (2 – 0) | 11' Peter Brouwer 1-0, 41' Mike Small 1-1 |
| 20 oktober 1984  | De Graafschap – Willem II         | 2 – 0 (1 – 0) | 2' Foeke Booy 1-0, 86' John Leeuwerik 2-0 |
| 20 oktober 1984  | sc Heerenveen – Gilze             | 4 – 0 (1 – 0) | 43' Jan Schulting 1-0, 53' Jaap Schuurmans 2-0, 56' Jan de Jonge 3-0, 71' Pieter Bijl 4-0                                                                                                  |
| 20 oktober 1984  | Heerjansdam – FC Groningen        | 3 – 2 (1 – 1) | 28' Jan van Dijk 0-1, 36' Arie van de Berg 1-1, 65' Fred Bijl 2-1, 76' Jos Roossien 2-2, 82' Jan Brouwer (e.d.) 3-2                                                                        |
| 20 oktober 1984  | Helmond Sport – SC Heracles '74   | 2 – 0 (1 – 0) | 24' Nico van Breemen 1-0, 70' Hans Vincent 2-0 |
| 20 oktober 1984  | MVV – Telstar                     | 2 – 1 (1 – 0) | 34' Jean Maas 1-0, 85' Eric van der Luer 2-0, 88' Bert Nijdam 2-1 |
| 20 oktober 1984  | NAC – AZ '67                      | 2 – 0 (1 – 0) | 44' Peter Remie 1-0, 82' Guus van der Borgt 2-0 |
| 20 oktober 1984  | Nieuw Lekkerland – PEC Zwolle '82 | 3 – 3 (1 – 1) | 13' Jan Mulder 0-1, 22' Bram Smit 1-1, 51' Kees Koudstaal 2-1, 52' Martin Wiggemansen 2-2, 81' Harry van den Ham 2-3, 90' Cees den Besten 3-3                                              |
| 20 oktober 1984  | Noordwijk – SC Veendam            | 4 – 2 (1 – 1) | 13' Bert Wiebing 0-1, 40' Siem van Beveren 1-1, 55' Alex Klompstra 1-2, 69' Klaas Vink 2-2, 81' Klaas Vink 3-2, 90' Geert Jan Bakker 4-2                                                   |
| 20 oktober 1984  | Spakenburg – SC Cambuur           | 1 – 1 (0 – 1) | 5' Remco Boere 0-1, 75' Jan van Leijenhorst 1-1 |
| 20 oktober 1984  | De Treffers – ACV                 | 1 – 3 (1 – 1) | 34' Frans Beekers 1-0, 40' Ronnie Krohne 1-1, 58' Charley Kenter 1-2, 61' Charley Kenter 1-3                                                                                               |
| 20 oktober 1984  | FC Utrecht – LONGA                | 6 – 1 (2 – 0) | 21' John van der Linden 1-0, 24' Edwin Godee 2-0, 55' Edwin Godee 3-0, 61' Edwin Godee (pen) 4-0, 76' Ben Rietveld 5-0, 80' Doebiel 5-1, 84' Gerrit Plomp 6-1                              |
| 20 oktober 1984  | IJsselmeervogels – FC VVV         | 1 – 4 (1 – 3) | 1' Jos van Aerts 0-1, 7' Ger van Rosmalen 0-2, 19' Frank Verbeek 0-3, 22' Adri Bettink 1-3, 78' Jos van Aerts 1-4                                                                          |
| 21 oktober 1984  | AFC – FC Wageningen               | 1 – 1 (0 – 0) | 49' Rob Ouderland 1-0, 67' Frans van Angeren 1-1 |
| 21 oktober 1984  | AFC '34 – RBC                     | 1 – 2 (0 – 1) | 31' Henk Vos 0-1, 66' Peter Tania 1-1, 71' Johan Molenaar 1-2 |
| 21 oktober 1984  | Drachten – Feyenoord              | 1 – 2 (1 – 0) | 22' Henk Boeree 1-0, 56' Peter Houtman 1-1, 73' André Hoekstra 1-2 |
| 21 oktober 1984  | PAX – FC Haarlem                  | 1 – 7 (1 – 2) | 8' Henry Golstein 1-0, 37' Marcel Liesdek 1-1, 38' Joop Böckling 1-2, 46' Gerrie Kleton 1-3, 67' Joop Böckling 1-4, 77' Wim Balm 1-5, 86' Gerrie Kleton 1-6, 90' Piet Keur 1-7             |
| 21 oktober 1984  | RCH – Dijka Steenwijk             | 5 – 3 (2 – 0) | 24' Richard Hogervorst 1-0, 39' Bob de Klerk 2-0, 67' Edwin Otte 3-0, 76' Peter Caljouw 4-0, 80' Jacques Willemsen 4-1, 83' Ruud Westerhogen 4-2, 84' Rob Rijbroek 5-2, 88' Joop Kluin 5-3 |
| 21 oktober 1984  | Rohda Raalte – FC Volendam        | 0 – 0         | |
| 21 oktober 1984  | Sliedrecht – Excelsior            | 1 – 1 (0 – 0) | 46' Eddy Ridderhof 0-1, 86' Henk van 't Hoog 1-1 |
| 21 oktober 1984  | FC Twente – DS '79                | 4 – 0 (2 – 0) | 7' André van Benthem 1-0, 10' Willy Carbo 2-0, 59' Martien Vreijsen 3-0, 70' Willy Carbo 4-0                                                                                               |
| 6 november 1984  | Vitesse – Roda JC                 | 1 – 0 (1 – 0) | 20' Henry Pelleboer 1-0 |
| 17 november 1984 | DOVO – Ajax                       | 0 – 5 (0 – 1) | 21' John Bosman 0-1, 47' Gerald Vanenburg 0-2, 68' Ronald Spelbos (pen) 0-3, 73' John Bosman 0-4, 81' Ronald Koeman 0-5                                                                    |
| 17 november 1984 | Kozakken Boys – FC Den Bosch '67  | 0 – 2 (0 – 2) | 9' Arnold Scholten 0-1, 31' Hans Gillhaus 0-2 |
| 17 november 1984 | NSVV – N.E.C.                     | 1 – 0 (0 – 0) | 53' Abe Knoop 1-0 |
| 17 november 1984 | Rijnsburgse Boys – Valleivogels   | 4 – 1 (4 – 0) | 7' Rob Gillessen 1-0, 25' Wim Thomassen (e.d.) 2-0, 40' Hans Zwaan 3-0, 45' Hans Zwaan 4-0, 57' Harrie Valkenburg 4-1                                                                      |
| 18 november 1984 | Caesar – Zwolsche Boys            | 0 – 1 (0 – 1) | 11' Johan Neuteboom 0-1 |
| 18 november 1984 | Elinkwijk – PSV                   | 0 – 5 (0 – 2) | 16' Ton Lokhoff 0-1, 41' Hallvar Thoresen 0-2, 70' Hallvar Thoresen 0-3, 74' Erik-Jan van den Boogaard 0-4, 88' Erik-Jan van den Boogaard 0-5                                              |
| 18 november 1984 | Geldrop – Sparta Rotterdam        | 1 – 2 (1 – 1) | 32' Rob Meulendijks 1-0, 42' Gerrie Slagboom 1-1, 87' Ronald Lengkeek 1-2 |

replay
| Datum           | Wedstrijd                         | Uitslag       | Scoreverloop |
| --------------- | --------------------------------- | ------------- | --- |
| 31 oktober 1984 | SC Cambuur – Spakenburg           | 3 – 1 (1 – 1) | 30' Remco Boere 1-0, 30' Dick Hartog 1-1, 80' Remco Boere 2-1, 89' Ype Anema 3-1                                    |
| 31 oktober 1984 | Excelsior – Sliedrecht            | 4 – 0 (0 – 0) | 60' Eddy Ridderhof 1-0, 66' Eddy Ridderhof 2-0, 88' Mike Snoei 3-0, 90' Henk van Goozen 4-0                         |
| 31 oktober 1984 | PEC Zwolle '82 – Nieuw Lekkerland | 3 – 1 (3 – 0) | 5' Jan Mulder 1-0, 20' Ron Willems 2-0, 45' Dean Wilkins (pen) 3-0, 64' Jeroen Koudstaal 3-1                        |
| 31 oktober 1984 | FC Volendam – Rohda Raalte        | 2 – 0 (0 – 0) | 85' Dick Helling 1-0, 90' Nico Runderkamp 2-0                                                                       |
| 31 oktober 1984 | FC Wageningen – AFC               | 3 – 2 (2 – 0) | 27' Frans van Angeren 1-0, 44' Evert Radstaat 2-0, 59' Hans Nijhuis 3-0, 62' Pim van Dord 3-1, 82' Pol Houtkamp 3-2 |

## Tweede ronde
| Datum            | Wedstrijd                        | Uitslag        | Scoreverloop |
| ---------------- | -------------------------------- | -------------- | --- |
| 17 november 1984 | SC Cambuur – Vitesse             | 1 – 1 (1 – 0)  | 10' Douwe Huitema 1-0, 58' Chris van den Akker 1-1 |
| 17 november 1984 | Go Ahead Eagles – PEC Zwolle '82 | 2 – 1 (0 – 0)  | 52' Jürgen Müller 0-1, 52' Henk ten Cate 1-1, 68' Roy Tular 2-1 |
| 17 november 1984 | FC Haarlem – ACV                 | 2 – 0 (2 – 0)  | 8' Gerrie Kleton 1-0, 18' Rob Collewijn 2-0 |
| 17 november 1984 | sc Heerenveen – Fortuna Sittard  | 1 – 3 (0 – 3)  | 10' Arthur Hoyer 0-1, 26' Theo van Well 0-2, 36' Arthur Hoyer 0-3, 85' Cor Elzinga 1-3 |
| 17 november 1984 | MVV – Noordwijk                  | 5 – 0 (2 – 0)  | 10' Huub Driessen 1-0, 27' Jean Maas 2-0, 56' Eric van der Luer 3-0, 65' Dick Nanninga 4-0, 67' Dick Nanninga 5-0 |
| 17 november 1984 | NAC – DETO                       | 8 – 2 (4 – 0)  | 1' Guus van der Borgt 1-0, 9' Ton Cornelissen 2-0, 18' Danny Schrijvers 3-0, 37' Ron Futcher 4-0, 47' Kees Zwamborn (e.d.) 4-1, 53' Ron Futcher 5-1, 59' Peter Remie 6-1, 73' Ron Futcher 7-1, 79' Hans Letteboer 7-2, 82' Ton Cornelissen 8-2                                  |
| 18 november 1984 | FC Den Haag – Helmond Sport      | 0 – 2 (0 – 0)  | 46' René van Tilburg 0-1, 62' René van Tilburg 0-2 |
| 18 november 1984 | Feyenoord – Excelsior            | 1 – 2 (1 – 2)  | 4' Henk van Goozen 0-1, 21' Henk van Goozen 0-2, 25' Johnny Rep 1-2 |
| 18 november 1984 | RBC – FC Volendam                | 1 – 2 (0 – 1)  | 4' Henny Meijer 0-1, 58' Kees (Keje) Molenaar 0-2, 81' Ad van Seeters 1-2 |
| 18 november 1984 | FC Twente – De Graafschap        | 8 – 0 (2 – 0)  | 24' Manuel Sánchez Torres 1-0, 45' Manuel Sánchez Torres 2-0, 50' Willy Carbo 3-0, 56' Evert Bleuming 4-0, 62' Martien Vreijsen 5-0, 69' Martin Koopman 6-0, 77' Manuel Sánchez Torres 7-0, 84' Martin Koopman (p) 8-0                                                          |
| 18 november 1984 | FC Wageningen – RCH              | 3 – 2 (2 – 1)  | 19' Bert Gozems (pen) 1-0, 23' Hans Nijhuis 2-0, 44' Hans Werdekker 2-1, 60' Hans Nijhuis 3-1, 65' Hans Werdekker 3-2 |
| 11 december 1984 | Ajax – Heerjansdam               | 6 – 0 (4 – 0)  | 3' Felix Gasselich 1-0, 14' Frank Rijkaard 2-0, 16' Rob Rijnink 3-0, 25' Ronald Spelbos (pen) 4-0, 61' Dick Schoenaker 5-0, 68' Rob Rijnink 6-0 |
| 11 december 1984 | FC Den Bosch '67 – FC VVV        | 2 – 0 (0 – 0)  | 59' Hans Gillhaus 1-0, 70' Hans Gillhaus 2-0 |
| 11 december 1984 | PSV – Rijnsburgse Boys           | 11 – 0 (5 – 0) | 20' Michel Valke 1-0, 24' Ton Lokhoff 2-0, 30' Hallvar Thoresen 3-0, 34' Willy van de Kerkhof 4-0, 43' Ernie Brandts 5-0, 46' Kenneth Brylle 6-0, 52' Hallvar Thoresen 7-0, 65' Kenneth Brylle 8-0, 68' René van der Gijp 9-0, 71' Ton Lokhoff 10-0, 81' René van der Gijp 11-0 |
| 6 februari 1985  | Sparta Rotterdam – NSVV          | 5 – 1 (2 – 1)  | 5' Robin Schmidt 1-0, 8' Ronald Lengkeek 2-0, 22' Abe Knoop 2-1, 51' John de Wolf 3-1, 64' Ronald Lengkeek 4-1, 90' Ronald Lengkeek 5-1 |
| 6 februari 1985  | FC Utrecht – Zwolsche Boys       | 4 – 0 (1 – 0)  | 43' Ben Rietveld 1-0, 50' Michel Beukers 2-0, 52' Edwin Godee 3-0, 78' Edwin Godee 4-0 |

replay
| Datum            | Wedstrijd            | Uitslag       | Scoreverloop                                 |
| ---------------- | -------------------- | ------------- | -------------------------------------------- |
| 11 december 1984 | Vitesse – SC Cambuur | 2 – 0 (1 – 0) | 12' Henry Pelleboer 1-0, 64' Harry Lubse 2-0 |

## Derde ronde
| Datum         | Wedstrijd                         | Uitslag       | Scoreverloop                                                                                     |
| ------------- | --------------------------------- | ------------- | ------------------------------------------------------------------------------------------------ |
| 13 maart 1985 | Ajax – PSV                        | 1 – 1 (1 – 0) | 29' Felix Gasselich 1-0, 57' Kenneth Brylle 1-1                                                  |
| 13 maart 1985 | Excelsior – MVV                   | 0 – 0         |                                                                                                  |
| 13 maart 1985 | Fortuna Sittard – Go Ahead Eagles | 0 – 3 (0 – 1) | 25' Wim Woudsma 0-1, 65' Michel Boerebach 0-2, 81' Roy Tular 0-3                                 |
| 13 maart 1985 | NAC – Helmond Sport               | 1 – 1 (0 – 1) | 22' Toon Nelemans 0-1, 81' John Linford 1-1                                                      |
| 13 maart 1985 | Sparta Rotterdam – FC Haarlem     | 2 – 1 (1 – 1) | 37' Bert Veldhoen 1-0, 38' Nico Runderkamp 1-1, 48' Edwin Olde Riekerink 2-1                     |
| 13 maart 1985 | FC Twente – FC Den Bosch '67      | 2 – 2 (1 – 2) | 7' Jos van Herpen 0-1, 16' Peter van der Waart 0-2, 34' Jan Sørensen 1-2, 86' Billy Ashcroft 2-2 |
| 13 maart 1985 | FC Utrecht – FC Volendam          | 2 – 0 (2 – 0) | 4' Ton de Kruijk 1-0, 7' Ton de Kruijk 2-0                                                       |
| 13 maart 1985 | Vitesse – FC Wageningen           | 0 – 1 (0 – 1) | 43' Bert Gozems (pen) 0-1                                                                        |

replay
| Datum         | Wedstrijd                    | Uitslag                    | Scoreverloop |
| ------------- | ---------------------------- | -------------------------- | --- |
| 19 maart 1985 | FC Den Bosch '67 – FC Twente | 6 – 3 (4 – 1)              | 3' Hans Gillhaus 1-0, 5' Ton Pattinama 2-0, 8' Jan Sørensen 2-1, 35' Hans Gillhaus 3-1, 43' Ton Pattinama 4-1, 74' Evert Bleuming 4-2, 76' Johan Bijnen (e.d.) 4-3, 83' Peter van der Waart 5-3, 85' Roger Schouwenaar 6-3 |
| 19 maart 1985 | Helmond Sport – NAC          | 3 – 3 n.v. (2 – 2) (2 – 0) | 15' Nico van Breemen (pen) 1-0, 42' René van Tilburg 2-0, 58' Danny Schrijvers 2-1, 74' John Linford 2-2, 97' John Linford 2-3, 98' René van Tilburg 3-3 Helmond Sport wint na strafschoppen                               |
| 19 maart 1985 | MVV – Excelsior              | 2 – 0 (2 – 0)              | 17' Arie van Staveren (pen) 1-0, 34' Arie van Staveren (pen) 2-0 |
| 19 maart 1985 | PSV – Ajax                   | 2 – 0 (1 – 0)              | 41' René van der Gijp 1-0, 54' Hallvar Thoresen 2-0 |

## Kwartfinales
| Datum         | Wedstrijd                        | Uitslag       | Scoreverloop                                                              |
| ------------- | -------------------------------- | ------------- | ------------------------------------------------------------------------- |
| 27 maart 1985 | FC Den Bosch '67 – Helmond Sport | 1 – 2 (0 – 1) | 3' René van Tilburg 0-1, 70' René van Tilburg 0-2, 79' Jos van Herpen 1-2 |
| 27 maart 1985 | MVV – PSV                        | 1 – 1 (0 – 1) | 36' René van der Gijp 0-1, 68' Reginald Thal 1-1                          |
| 27 maart 1985 | Sparta Rotterdam – FC Utrecht    | 0 – 2 (0 – 2) | 6' Jan van den Akker 0-1, 42' Ton de Kruijk 0-2                           |
| 27 maart 1985 | FC Wageningen – Go Ahead Eagles  | 2 – 0 (0 – 0) | 69' Peter van der Ley 1-0, 85' Hans Nijhuis 2-0                           |

replay
| Datum        | Wedstrijd | Uitslag       | Scoreverloop |
| ------------ | --------- | ------------- | --- |
| 3 april 1985 | PSV – MVV | 6 – 3 (4 – 1) | 3' Kenneth Brylle 1-0, 22' Hallvar Thoresen 2-0, 26' Kenneth Brylle 3-0, 35' Huub Driessen 3-1, 41' Hallvar Thoresen 4-1, 56' Kenneth Brylle 5-1, 61' Dick Nanninga 5-2, 73' Eric van der Luer 5-3, 90' Hallvar Thoresen 6-3 |

## Halve finales
| Datum      | Wedstrijd                     | Uitslag       | Scoreverloop                                   |
| ---------- | ----------------------------- | ------------- | ---------------------------------------------- |
| 7 mei 1985 | FC Utrecht – PSV              | 0 – 0         |                                                |
| 7 mei 1985 | FC Wageningen – Helmond Sport | 1 – 1 (1 – 1) | 24' Tom Krommendijk 1-0, 33' Jan Groeneweg 1-1 |

replay
| Datum       | Wedstrijd                     | Uitslag                    | Scoreverloop |
| ----------- | ----------------------------- | -------------------------- | --- |
| 21 mei 1985 | PSV – FC Utrecht              | 2 – 2 n.v. (2 – 2) (1 – 1) | 14' Kenneth Brylle 1-0, 21' Jan Wouters 1-1, 53' Johan van der Hooft 1-2, 75' Ernie Brandts 2-2 FC Utrecht wint na strafschoppen |
| 22 mei 1985 | Helmond Sport – FC Wageningen | 2 – 1 (1 – 0)              | 19' Jan Groeneweg 1-0, 76' Perry van Weert 2-0, 78' Nico van Zanten 2-1                                                          |

## Finale
|                                     |                     |               |               |                                                                       |
| 6 juni 1985 19:30 Finale KNVB Beker | FC Utrecht          | 1 – 0 (0 – 0) | Helmond Sport | Galgenwaard, Utrecht Toeschouwers: 17.484 Scheidsrechter: Piet Bosman |
| 6 juni 1985 19:30 Finale KNVB Beker | John van Loen 90+4' |               |               | Galgenwaard, Utrecht Toeschouwers: 17.484 Scheidsrechter: Piet Bosman |

| Utrecht | Helmond |

| FC Utrecht:    |    |                     |     |
|                |    |                     |     |
| DM             | 1  | Jan Willem van Ede  |     |
| RB             | 2  | Herman Verrips      |     |
| CV             | 3  | Gerrit Plomp        |     |
| CV             | 4  | Ton du Chatinier    |     |
| LB             | 5  | Mark Verkuijl       |     |
| CM             | 6  | Jan Wouters         |     |
| CM             | 8  | Edwin Godee         | 54' |
| CM             | 7  | Frans Adelaar       |     |
| RV             | 10 | Michel Beukers      | 46' |
| SP             | 9  | John van Loen       |     |
| LV             | 11 | Johan van der Hooft |     |
| Wisselspelers: |    |                     |     |
| AV             | 15 | Fred Tuinman        | 46' |
| MV             | 12 | Ton de Kruijk       | 54' |
| Trainer:       |    |                     |     |
| Nol de Ruiter  |    |                     |     |

| Helmond Sport: |    |                     |     |
|                |    |                     |     |
| DM             | 1  | Wim van der Meijden |     |
| RB             | 2  | Hans Meeuwsen       |     |
| CV             | 3  | Tjapko Teuben       |     |
| CV             | 4  | Huub Stokmans       |     |
| LB             | 5  | Jan van Gestel      |     |
| DM             | 6  | Jack Edelbloedt     |     |
| RM             | 7  | Jan van der Veen    |     |
| CM             | 8  | Hans Vincent        |     |
| LM             | 10 | Toon Nelemans       |     |
| SP             | 11 | René van Tilburg    |     |
| SP             | 9  | Perry van Weert     | 88' |
| Wisselspeler:  |    |                     |     |
| MV             | 12 | Eric Keizers        | 88' |
| Trainer:       |    |                     |     |
| Jan Brouwer    |    |                     |     |

| KNVB Beker 1984/85      |
| ----------------------- |
| FC Utrecht Eerste titel |